# Bussy, Cher

Bussy este o comună în departamentul Cher, Franța. În 1 ianuarie 2022 avea o populație de 357 de locuitori.